# Geuhae yeoreum
Geuhae yeoreum (그해여름?, titolo internazionale Once in a Summer) è un film sudcoreano del 2006, diretto da Joh Keun-shik.